# Cantonul Besse-sur-Issole
Cantonul Besse-sur-Issole este un canton din arondismentul Brignoles, departamentul Var, regiunea Provence-Alpes-Côte d'Azur, Franța.

## Comune
- Besse-sur-Issole (reședință)
- Cabasse
- Flassans-sur-Issole
- Gonfaron
- Pignans